# Palazzo Torre Palasciano

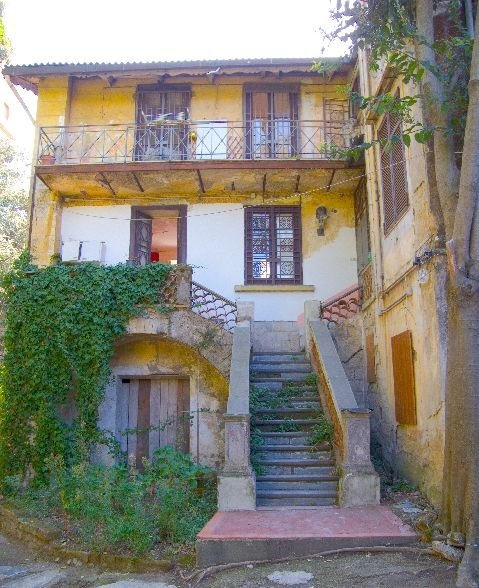
Palazzo Torre Palasciano in Neapel: Innenhof

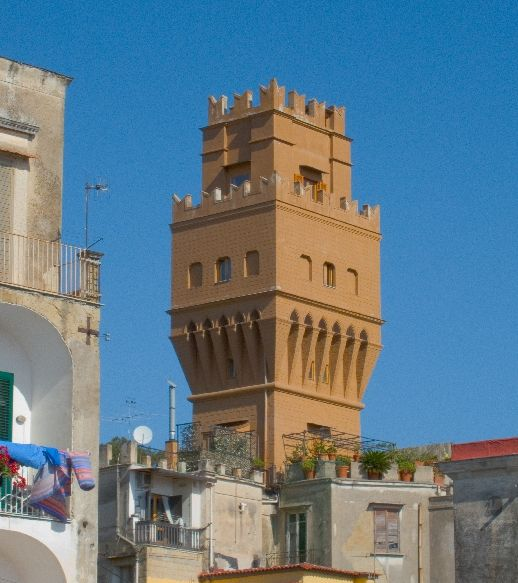
Der Turm

Der Palazzo Torre Palasciano (oder Palazzo Torre del Palasciano) ist ein Palast aus dem 19. Jahrhundert auf dem Hügel von  Capodimonte in Neapel in der italienischen Region Kampanien. Er liegt in der Salita Moiariello, 60.

## Geschichte und Beschreibung
Der Palast wurde im Auftrag des bekannten neapolitanischen Arztes und Vorläufers des Roten Kreuzes Ferdinando Palasciano und seiner Gattin Olga Vavilow errichtet, die ihn zu ihrem Wohnhaus machten.
Die Erben des Infektiologen Domenico Cotugno hatten Palasciano das Grundstück von über 28 Mütt verkauft, das Gebäude enthielt, einen kleinen Tempel und zwei wunderschöne Lustgärten sowie einen großen Obstbaumgarten. Die Bauarbeiten am Palast unter der Leitung des Architekten Antonio Cipolla wurden 1868 abgeschlossen.
Der Palast aus Tuffsteinmauerwerk integrierte auch teilweise einige frühere Gebäudeteile und hat einen im Wesentlichen rechteckigen Grundriss sowie zwei Stockwerke. Der eklektische Baustil mischt Stilelemente der Neugotik mit denen der Renaissance, während der imposante Aussichtsturm Torre Palumbo vom Palazzo Vecchio in Florenz inspiriert scheint. Der Turm, der von vielen Stellen in Neapel aus zu sehen ist, hat fünf Stockwerke und zahlreiche Zimmer, alle mit originalen Fresken.
Im Garten gibt es einen Obelisken aus grauem Piperno, auf dem die Namen bekannter Persönlichkeiten eingemeißelt sind. Nach einer neapolitanischen Legende wollte Palasciano von seinem prächtiges Haus und seiner Gattin nicht lassen, auch nachdem er verstorben war. So soll sein Geist vom Turm Ausschau halten, um das Panorama von Neapel und einen Friedhof in der Ferne zu beobachten.
Der gesamte Komplex wurde weitgehend restauriert, während der ebenfalls restaurierte Turm heute ein Bed and Breakfast beherbergt.